# Camille Delhorbe
Camille Delhorbe, né le 15 septembre 1980 à Pithiviers, dans le Loiret, est un joueur français de basket-ball. Il évolue aux postes d'arrière et d'ailier.